# Deanea virgultosa
Deanea virgultosa är en svampdjursart som beskrevs av James Scott Bowerbank 1875. Deanea virgultosa är enda arten i släktet Deanea som tillhör ordningen Hexactinosida, klassen glassvampar, fylumet svampdjur och riket djur. Inga underarter finns listade i Catalogue of Life.